# Anatolyita
La anatolyita és un mineral de la classe dels arsenats.

## Característiques
La anatolyita és un arsenat de fórmula química Na₆(Ca,Na)(Mg,Fe3+)₃Al(AsO₄)₆. Va ser aprovada com a espècie vàlida per l'Associació Mineralògica Internacional l'any 2016. Cristal·litza en el sistema trigonal. Es tracta d'un mineral químicament similar a la currierita, i isostructural amb la yurmarinita.

## Formació i jaciments
Va ser descoberta a la fumarola Arsenàtnaia, al segon con d'escòries de la fractura principal del volcà Tolbàtxik, a l'óblast de Kamtxatka (Districte Federal de l'Extrem Orient, Rússia). Es tracta de l'únic indret on ha estat trobada aquesta espècie mineral.